# Dos catedrales
Dos catedrales es el vigésimo segundo capítulo y último de la segunda temporada de la serie dramática El ala oeste de la Casa Blanca.

## Argumento
Por primera vez en un siglo, una tormenta tropical azota la ciudad de Washington, mientras el Presidente Bartlet está a punto de anunciar su enfermedad. Poco antes ha finalizado el funeral por la señora Landingham. A lo largo del episodio se hacen flashbacks en los que se recuerda a la fallecida durante su juventud, cuando conoció a Bartlet. Entre otras cosas, se muestra como él era el hijo del director de la universidad donde estudiaba, y como la que sería su futura secretaria intentaba luchar por la igualdad en los salarios entre hombres y mujeres.
Finalizando el episodio, el Presidente Bartlet se queda solo en el Despacho Oval y comienza a hablar solo rememorando a la señora Landingham. Esta le espeta que si no se va a presentar por miedo a perder, no quiere conocerle. En ese momento decide cambiar de opinión y en la rueda de prensa anuncia que intentará la reelección.
Por otra parte, el Equipo de la Casa Blanca sigue preguntándose si el Presidente se presentara la reelección. Todos dan por hecho que no, mientras se filtra a determinados miembros de la prensa la enfermedad del presidente. Poco después este realiza una entrevista televisada junto a su mujer en el que anuncia su enfermedad. Incluso Leo llama a un importante ejecutivo de una cadena de televisión para que le ofrezca trabajo a Toby; este se niega a aceptar.

## Curiosidades
- La música que se emite durante las escenas finales es Brothers in Arms del grupo inglés Dire Straits.

## Premios
- Este episodio ganó el Emmy por mejor edición de fotografía en la edición de 2001. Dicho premio se concedió a Bill Johnson.
- Martin Sheen fue nominado para el Emmy de 2001 como mejor actor.
- Fue el episodio de televisión más visto en los Estados Unidos durante el año 2001.
- En un episodio de Inside the Actors Studio, el presentador, James Lipton le dice a Martin Sheen que este episodio fue la mejor hora de televisión jamás creada.
- Es el episodio más valorado de toda la serie (las siete temporadas) en TV.com².
- Ganó en 2001 el Emmy por Outstanding Drama Series junto con otros episodios de la temporada.
- Varias nominaciones en 2001 y 2002 a los Banff Rockie Award, DGA Award, Humanitas Prize y WGA Award.

## Enlaces
- Ficha en FormulaTv
- Enlace al Imdb
- Guía del Episodio (en inglés)
- Análisis del Episodio "Dos Catedrales": Cuando Sorkin se convirtió en Sorkin

- Datos: Q8770451